# Jannis Heuer
Jannis Heuer (* 29. Juli 1999 in Großburgwedel) ist ein deutscher Fußballspieler. Aktuell steht der Innenverteidiger als Leihspieler des 1. FC Kaiserslautern bei Preußen Münster unter Vertrag.

## Karriere
Heuer begann mit dem Fußball spielen bei seinen Heimatverein den SV Ramlingen-Ehlershausen und ging 2012 zu Hannover 96. Von dort wechselte er im Jahr 2014 in die Nachwuchsabteilung des VfL Wolfsburg, wo er sämtliche Jugendmannschaften durchlief. Zur Saison 2018/2019 wurde er erstmals in der zweiten Mannschaft der Wölfe eingesetzt. Sein Debüt in der Regionalliga Nord gab er am 9. Dezember 2018 beim 6:1-Sieg gegen Eintracht Norderstedt. Am 31. März gelang ihm ebenfalls sein erster Profitreffer im Herrenbereich beim 3:2-Sieg gegen den VfB Oldenburg.
Zur Saison 2021/2022 wechselte er zum SC Paderborn 07 in die 2. Bundesliga. Am 24. Juli, dem ersten Spieltag der neuen Zweitligasaison, gab er sein Debüt für die Paderborner im Spiel beim 1. FC Heidenheim (0:0).
Im Sommer 2024 wechselte Heuer innerhalb der Liga zum 1. FC Kaiserslautern.
Nach Beginn der Saison 2025/26 wurde Heuer an Preußen Münster verliehen. Dort spielt er in der Innenverteidigung mit Paul Jaeckel, mit dem er während seiner Zeit beim VfL Wolfsburg zusammen wohnte.